# ديفا (النيجر)

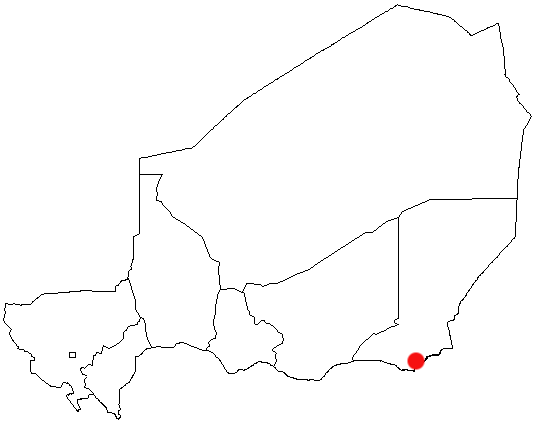
على الخريطة

ديفا (بالإنجليزية: Diffa)‏ مدينة أقصى جنوب شرقي النيجر ،تقع قرب الحدود مع نيجيريا، تعتبر مركز منطقة ديفا وأكبر مدنها بعدد سكان 23,600 نسمة (إحصاء 2004).

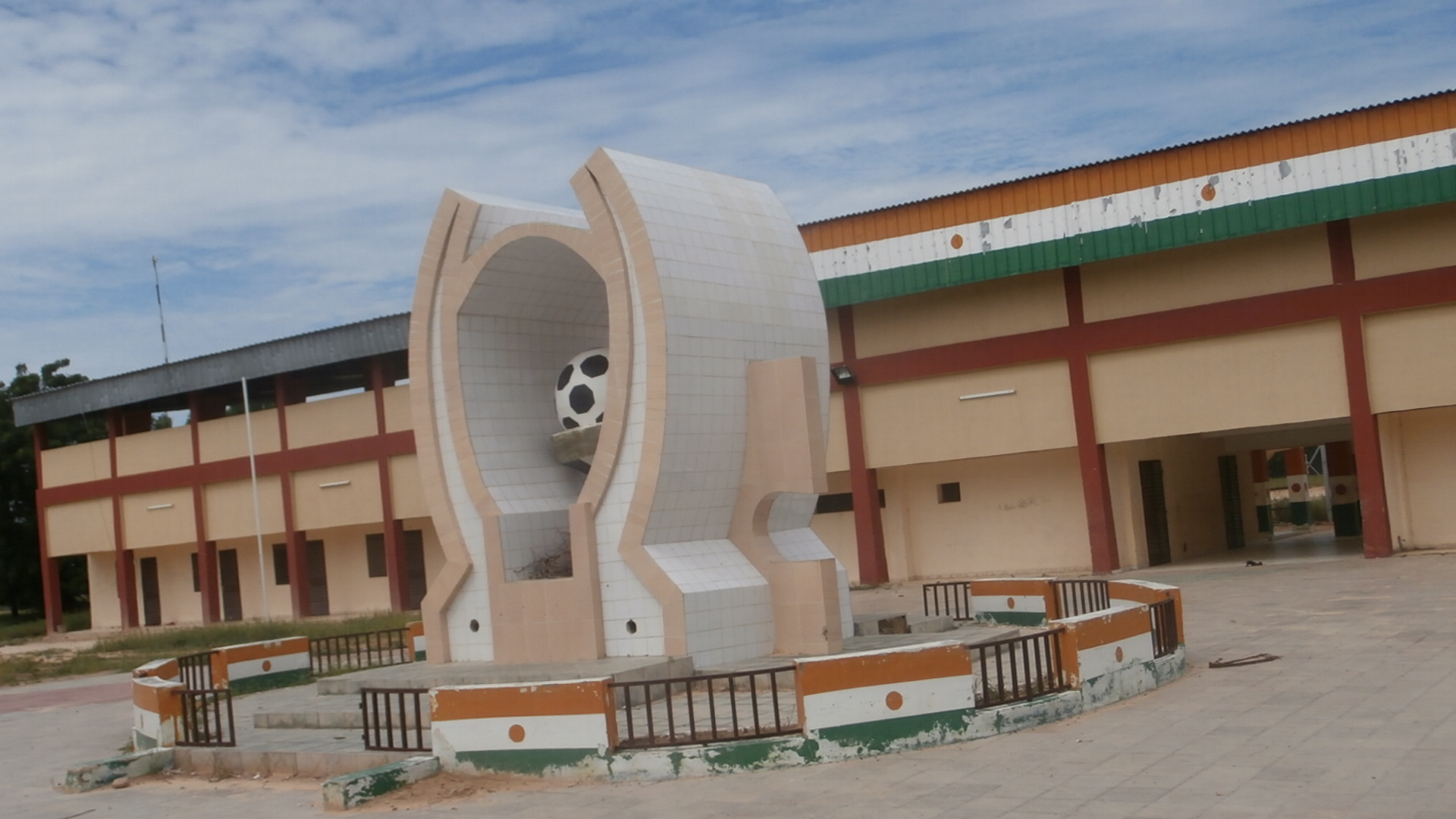
Stade de Diffa 3

## معرض صور

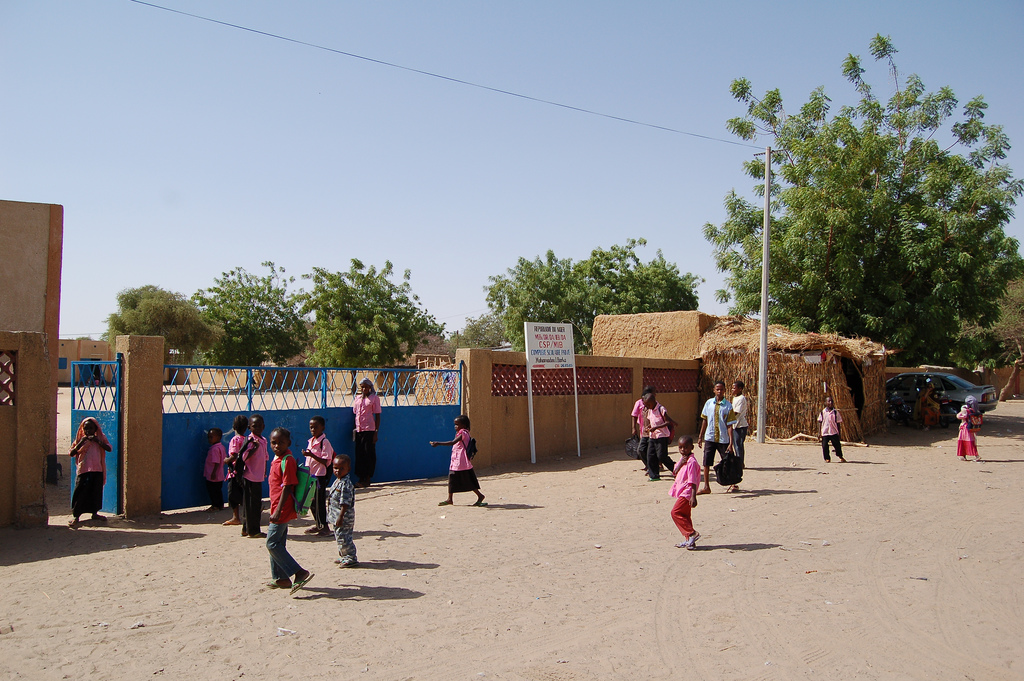
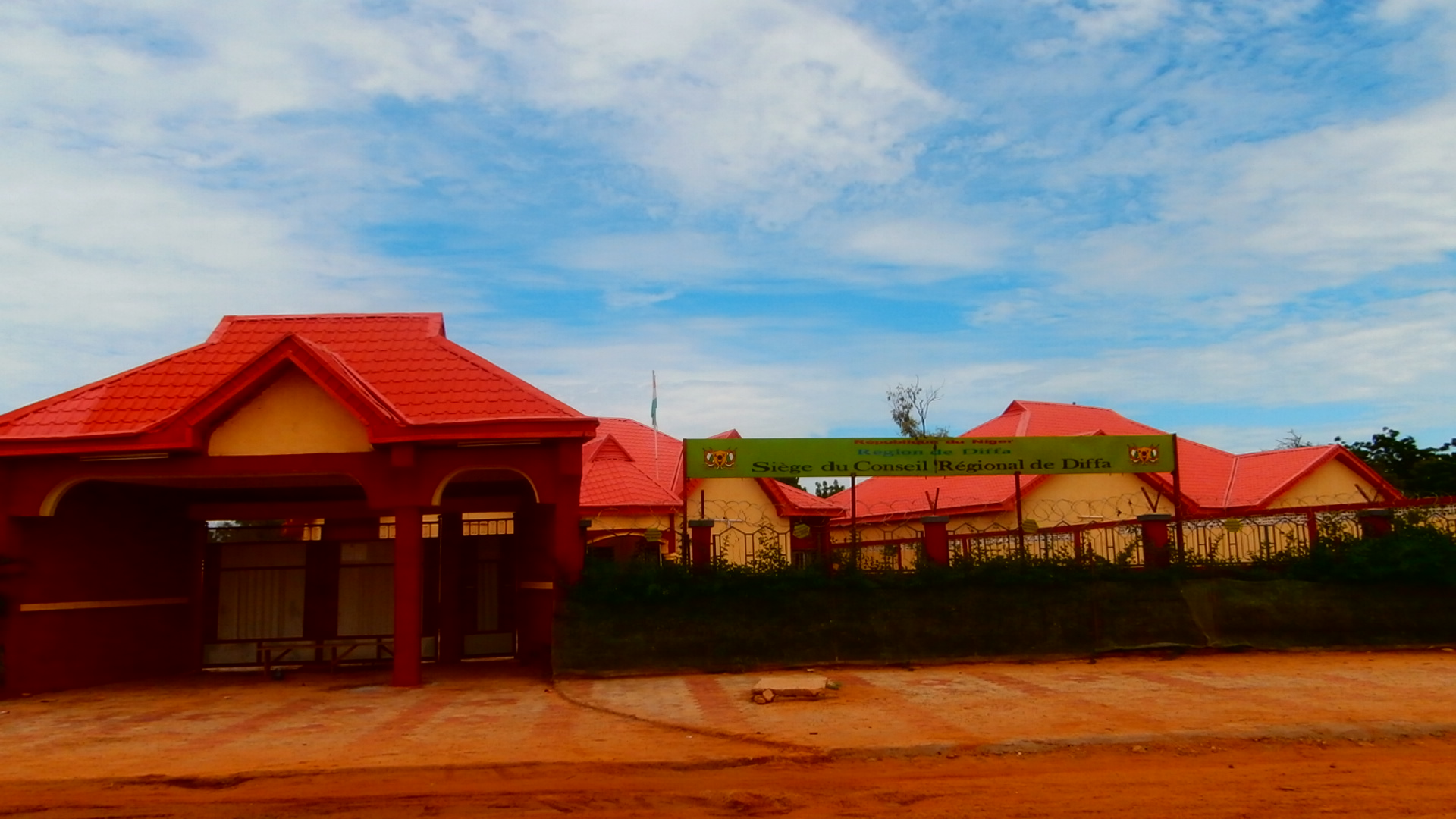
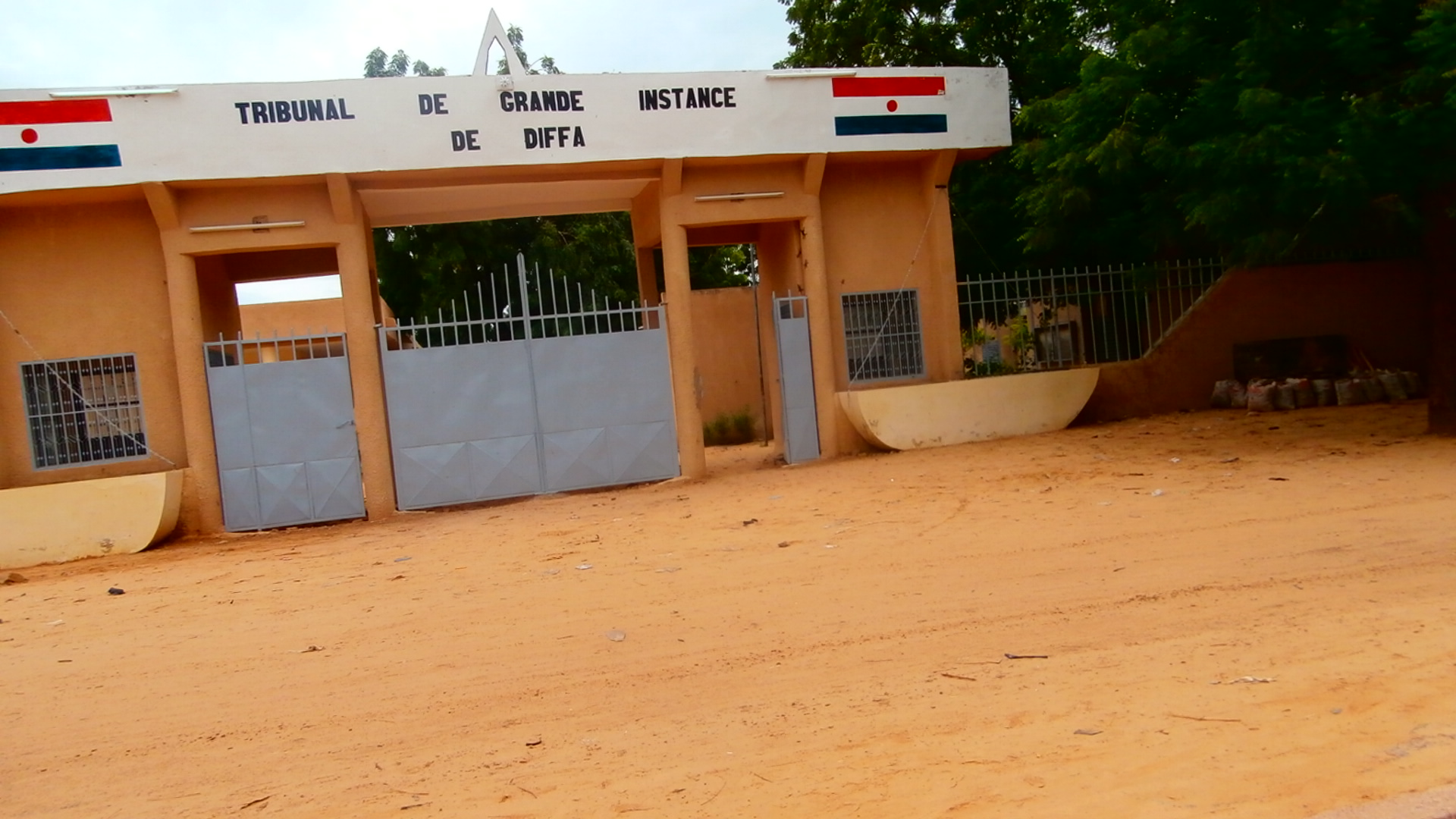